# Mezőkövesd
Mezőkövesd je mesto na Madžarskem, ki upravno spada pod podregijo Mezőkövesdi Županije Borsod-Abaúj-Zemplén.